# Sanjo (marca)

A Sanjo é uma marca portuguesa de calçado. Mantêm-se viva desde 1933, sendo uma das marcas portuguesas mais antigas, com atualizações de gerência e no meio de produção. Apesar de ter nascido em São João da Madeira, encontra-se atualmente sediada em Braga.

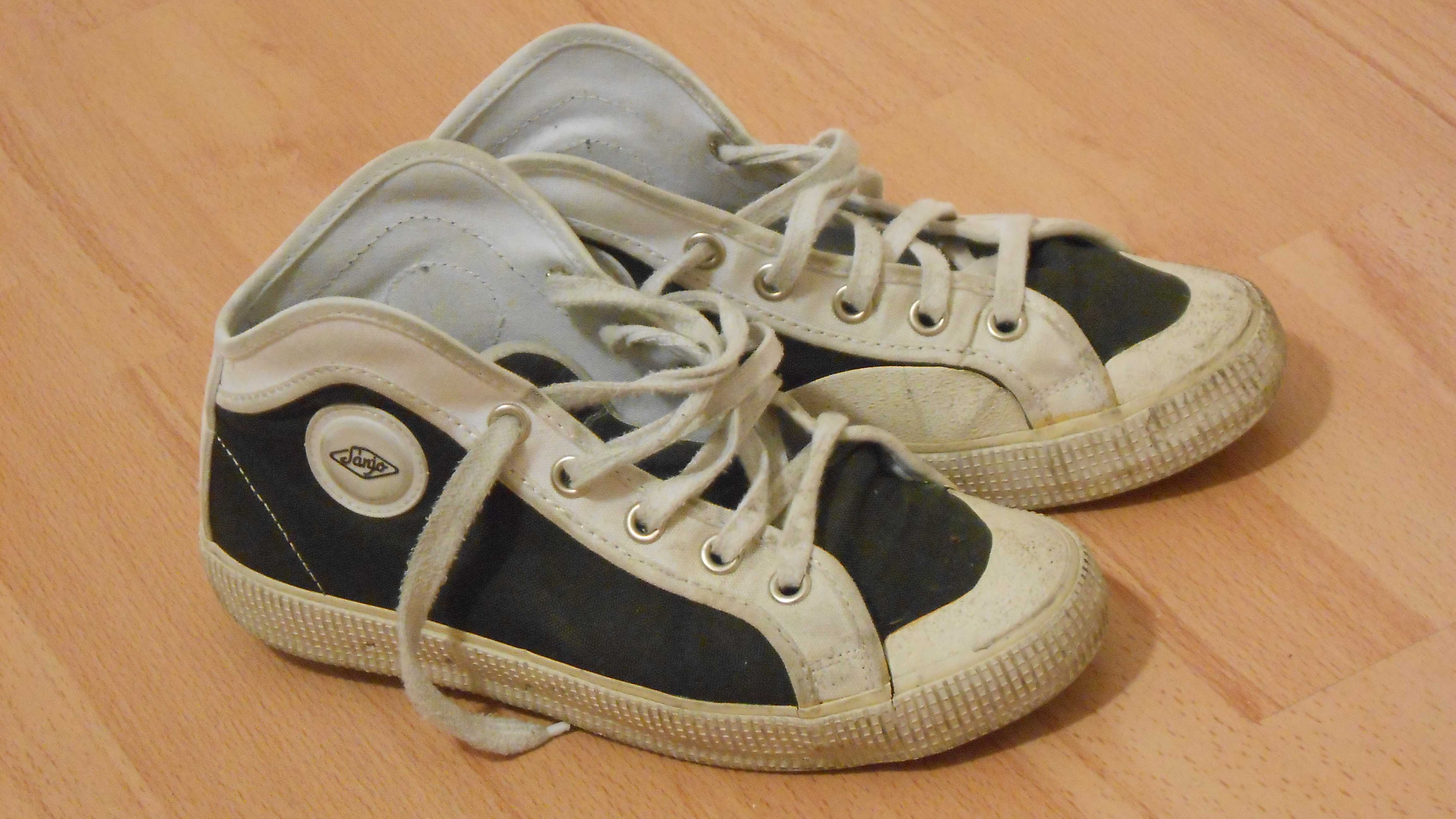
Um par de Sanjo K100 usados

## História
Em 1933, em São João da Madeira, iniciou-se na Companhia Industrial de Chapelaria, a produção de sapatilhas que viriam a ser as Sanjo. Numa altura em que a chapelaria caía em desuso, surge a borracha como matéria prima, de onde nasceram as famosas solas da marca. Em honra à cidade que lhe deu berço e à sua equipa (Associação Desportiva Sanjoanense), recebe o nome de Sanjo. Totalmente fabricadas em Portugal, no final dos anos 40 e 50 já eram um fenómeno de vendas.
Em 1944 a fábrica própria da Sanjo é finalmente construída, tornando-se autónoma e permitindo uma produção de calçado em série e mais dedicada. Vivia-se a época do Estado Novo, imposto em Portugal de 1933 até 1974, estado que influenciou todos os aspetos de uma nação, incluindo a produção e a cultura. Com leis que impediam a importação, o folclore e a arte popular tornaram-se a base do programa de propaganda do estado, celebrando a singularidade da expressão artística e cultural de Portugal, que se estendia à identidade visual e ao design. As Sanjo tornaram-se a imagem visual de um país, funcionando quase como uniforme. A sola de borracha vulcanizada e a lona da Sanjo vêm-se como a imagem mais popular no calçado desportivo português e a Sanjo afirma-se como a marca de desporto mais famosa em Portugal. 
Entre os anos 50 e 70 a Sanjo tornou-se indispensável no mundo do desporto. Apesar de manter um vínculo especial com a equipa de São João da Madeira (AD Sanjoanense), eram marca presente em imensas outras equipas desportivas. Evidências históricas do calçado Sanjo mostram que o seu design resulta de uma mistura de várias influências.
Com o fim do regime em 1974, os mercados portugueses foram abertos e as barreiras da importação começaram a ser levantadas. Os efeitos da competição começam a ser visíveis - apesar de tentar mudar o seu design e de se adaptar, a Sanjo não consegue competir com a ascensão de marcas desportivas internacionais. Inicia-se uma crise de identidade da Sanjo, tentando posicionar-se nesta nova onda internacional que se vivia em Portugal. Houve uma tentativa de adaptação à tendência e de alargamento do campo operacional para fora do desporto mas mesmo assim a Sanjo não consegue acompanhar a força publicitária das concorrentes internacionais. A Companhia Industrial de Chapelaria fechou as suas portas em 1996, junto com a Sanjo e a perda do molde das sapatilhas. 
Em 1997, a marca foi comprada em hasta pública e, sob nova administração, inicia-se um trabalho de pesquisa, investigando arquivos, colecionando sapatos antigos e imagens para conseguir material para reproduzir o molde perdido. Em 2010 a Sanjo regressa ao mercado com os dois modelos mais familiares, K100 e K200.  A impossibilidade de produzir solas vulcanizadas em Portugal fez com que a marca mudasse a produção para a China. Por esta altura começa a surgir de novo no mercado português. 
Em 2019, a Sanjo é adquirida pelo grupo empresarial de Braga M2BEWEAR. Com uma nova equipa, é feito um rebranding e inicia-se o processo de trazer a produção de novo de volta a Portugal. Agora com uma produção totalmente portuguesa, as sapatilhas são todas produzidas numa fábrica em Felgueiras. Perdeu-se a sola vulcanizada, que é impossível de fazer em Portugal, introduzindo uma sola colada com maior foco ambiental, mantendo na mesma a típica borracha e a lona marcantes da Sanjo, que acompanham os sapatos desde sempre...
Em 2023, a Sanjo celebrou 90 anos com uma das mais icónicas coleções de sempre e com a muito desejada coleção para crianças.

## Modelos
A marca voltou com os clássicos K100 e K200, em várias cores e com outros variados modelos, entre eles, BSK 33, K330, K230, V200, V100, STC70 e Desert. 